# HD 219927
HD 219927，又名BD+34 4899，SAO 73171、HR 8873，是一颗恒星，视星等为6.32，位于銀經102.31，銀緯-24.37，其B1900.0坐标为赤經23h 14m 37s，赤緯+34° -24.37′ 46″。